# Radacz (jezioro)
Radacz – jezioro na Pojezierzu Drawskim, położone w województwie zachodniopomorskim, w powiecie szczecineckim, w gminie Borne Sulinowo. Powierzchnia 156 ha, głębokość maksymalna 11 metrów. Brzeg północy trawiasty i płaski, południowy niedostępny, częściowo bagnisty.
Nad jeziorem leży wieś Radacz, w okolicach miasto Szczecinek. 
Po wschodniej stronie jeziora na zniszczonym przez eksploatację przemysłową wysokim torfowisku bałtyckim "Wielkie Bagno" znajduje się stanowisko rosiczki okrągłolistnej.
Nazwę Radacz wprowadzono urzędowo w 1950 roku, zastępując poprzednią niemiecką nazwę jeziora – Raddatz See.